# Alfakanaal
In computergraphics is een alfakanaal een onderdeel van een afbeelding waardoor deze gedeeltelijk doorschijnend kan weergegeven worden. Het proces waarmee dit gebeurt noemt men in het Engels alpha blending. Hierbij wordt de afbeelding gecombineerd met een achtergrond, waardoor ze schijnbaar transparant wordt.
Dit is dikwijls nuttig om onderdelen van afbeeldingen in aparte stappen te renderen, en de resultaten samen te brengen in een enkele grote afbeelding. Dit wordt bijvoorbeeld toegepast bij het tonen van computerafbeeldingen in livebeelden.
Het concept van een alfa-kanaal werd bedacht door A. R. Smith aan het eind van de jaren 70, en werd volledig ontwikkeld in een document uit 1984 door Thomas Porter en Tom Duff. In een tweedimensionele afbeelding waarin voor elke pixel een kleurwaarde bijgehouden wordt, voegt men een bijkomende waarde toe van 0 of 1. 0 betekent dat de pixel transparant is, 1 betekent dat de pixel ondoorschijnend is.
Dankzij de aanwezigheid van dit alfa-kanaal is het daarna gemakkelijk samengestelde afbeeldingen te maken met behulp van aangepaste algebra, zoals gedefinieerd in het document van Duff en Porter. Als bijvoorbeeld twee afbeeldingsonderdelen A en B gegeven zijn, dan is een veel voorkomende combinatie die waarbij A op de voorgrond verschijnt en B op de achtergrond; dit kan uitgedrukt worden als A over B. Potter en Duff definieerden verder nog de samenstellende operators in, out, atop, en xor (en de omgekeerde operators rover, rin, rout, en ratop):
De over-operator kan bekomen worden door de volgende formule toe te passen op elke pixelwaarde:
{\displaystyle c_{o}=C_{a}\alpha _{a}+C_{b}\alpha _{b}\left(1-\alpha _{a}\right)}
waarin {\displaystyle C_{o}} het resultaat is, {\displaystyle C_{a}} is de kleur van de pixel in element A, {\displaystyle C_{b}} is de kleur van de pixel in element B, en {\displaystyle \alpha _{a}} en {\displaystyle \alpha _{b}} zijn de respectievelijke alfawaarden van de pixels in de elementen A en B.